# La Coupole
La Coupole (tiếng Việt: Mái Vòm), còn được biết đến là Coupole d'Helfault-Wizernes và tên đầu tiên là Bauvorhaben 21 (Dự án xây dựng 21), là một hệ thống hầm trú bom (bunker) trong Thế Chiến Thứ 2 ở phía bắc nước Pháp, khoảng 5 km đường chim bay từ Saint-Omer, và khoảng 14.4 km về phía nam-đông nam từ khu bệ phóng tên lửa V-2 - Blockhaus d'Eperlecques. Được xây dựng bởi Đức Quốc xã vào khoảng giữa năm 1943 và 1944 nhằm để tạo hệ thống phóng tên lửa V-2 với mục tiêu là Luân Đôn và miền nam nước Anh. Đây là một trong những hệ thống tên lửa phóng ngầm được xây dựng sớm nhất và vẫn còn tồn tại.
Được xây bên cạnh một khu mỏ đá bỏ hoang, điểm thiết kê nổi bật của hệ thống này là mái vòm lớn được làm bằng xi-măng, cũng là lý do tại sao có cáo tên Mái Vòm. Xây ở ngay bên trên hệ thống hầm và bệ phóng tên lửa. Cơ sở này được thiết kế để chứa một số lượng lớn tên lửa V-2, đầu đạn và nhiên liệu với dự định tấn công Luân Đôn và miền nam nước Anh trên cục diện lớn. Hàng chục tên lửa V-2 đã được nạp nhiên liệu và phóng hàng ngày tại đây.
Vì hứng chịu nhiều đợt đánh bom từ phe Đồng Minh trong chiến dịch Crossbow, quân Đức đã không thể hoàn thành việc xây dựng và đem vào sử dụng. Bị giữ bởi vào tháng 9 năm 1944, và một phần của kiến trúc bị phá dưới lệnh của Winston Churchill - lo sợ rằng sẽ được tái sử dụng làm căn cứ quân sự rồi bỏ hoang từ đó. Được tu sửa loại vào khoảng giữa thập kỉ 90, đến năm 1997, mở công khai dưới dạng bảo tàng. Dùng để trưng bày hệ thống hầm dưới mái vòm và cũng như những câu chuyện về sự chiếm đóng của Đức ở trên đất Pháp, vũ khí V và lịch sử của ngành hàng không vũ trụ.